# Universität Graz

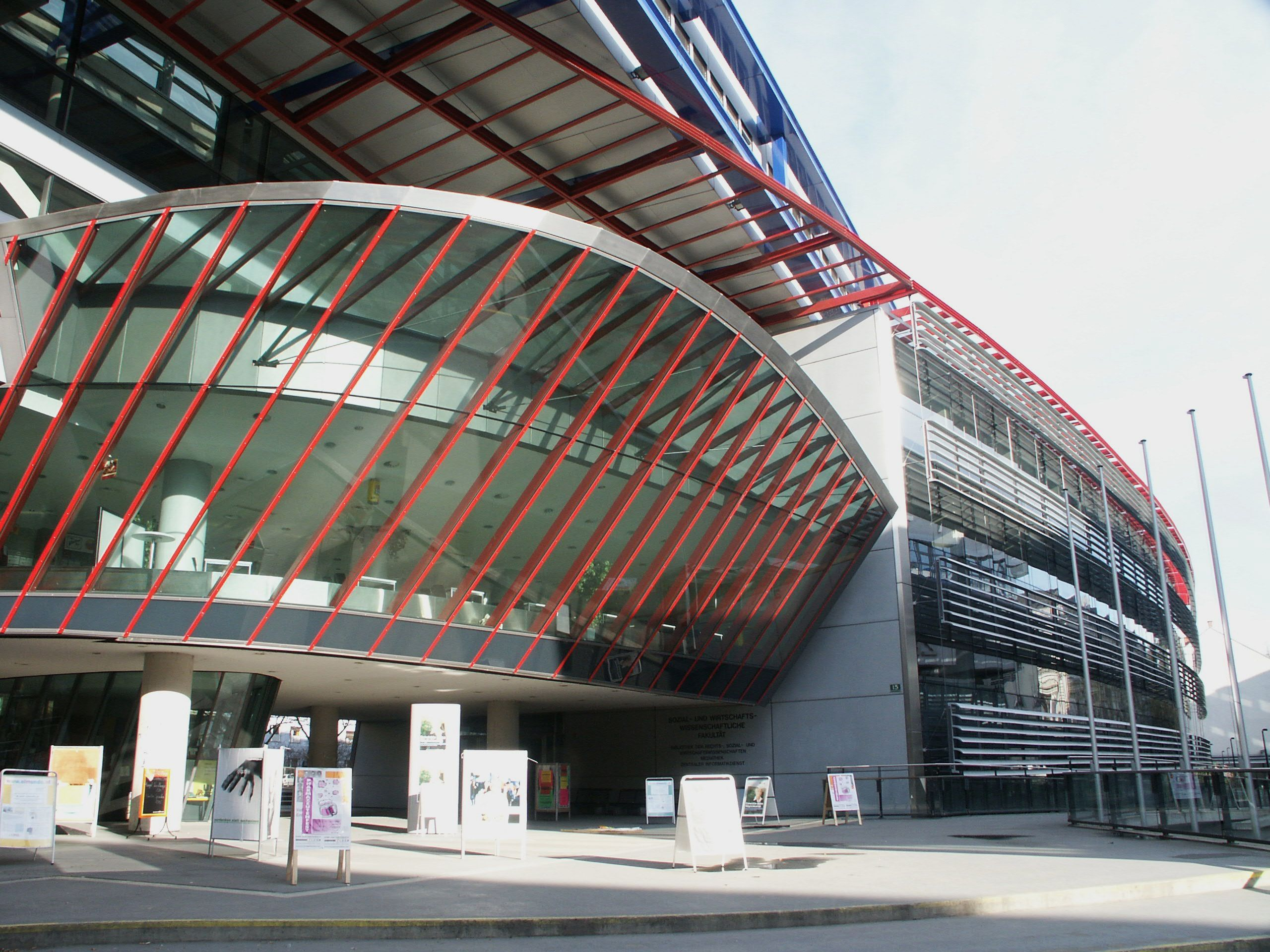
Centrum för juridiska och samhällsvetenskapliga studier.

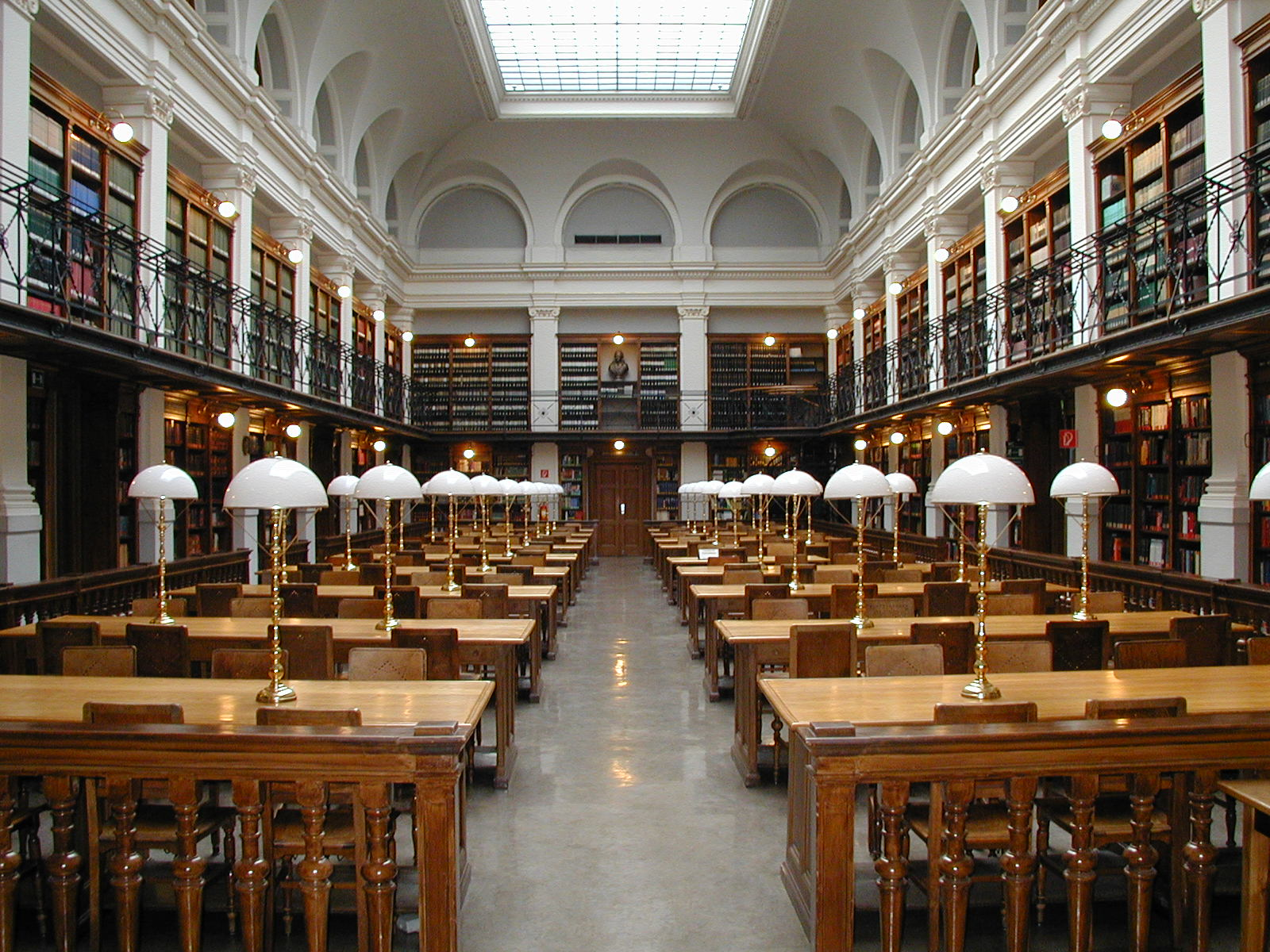
Universitetsbibliotekets läsesal.

Universitetet i Graz (Karl-Franzens-Universität Graz) är det största universitetet i den österrikiska delstaten Steiermark och Österrikes näst äldsta universitet. Universitetet är uppkallat efter grundaren ärkehertig Karl II och kejsaren Frans II.
Det rankas som ett av de 401–500 främsta lärosätena i världen i Times Higher Educations ranking av världens främsta lärosäten 2018.

## Historia
År 1585 grundade ärkehertig Karl II ett universitet i Graz och överlämnade det till jesuiterna. Efter att jesuitorden upphävts 1773 övertog staten universitetet. År 1778 grundades den juridiska fakulteten.
År 1782 omvandlades universitetet till ett lyceum (en högskola utan rätt att ge doktorsexamen). Samtidigt inrättades en medicinsk-kirurgisk studiegång. Under kejsare Frans I återfick skolan sitt universitetsstatus 1827.
År 1848 genomfördes en universitetsreform i Wilhelm von Humboldts anda. År 1863 inrättades den medicinska fakulteten. Några år senare började byggnationen av det nutida campusområdet och 1895 kunde huvudbyggnaden invigas.
Efter Österrikes annektion 1938 sades cirka 17 procent av lärarna upp, bland annat nobelpristagarna Otto Loewi, Victor Franz Hess och Erwin Schrödinger, och en tredjedel av studenterna fördrevs av rasistiska och politiska skäl.
Från och med 1960-talet ökade antalet studenter. År 1999 nåddes toppen med mer än 32 000 studenter. År 2004 lämnade den medicinska fakulteten universitetet och omvandlades till ett medicinskt universitet.

## Organisation
Universitetet består av fem fakulteter:
- den katolsk-teologiska fakulteten
- den juridiska fakulteten
- den samhällsvetenskapliga fakulteten
- den humanistiska fakulteten
- den naturvetenskapliga fakulteten
- URBI

### Kooperationsprojektet NAWI Graz
Inom ramen för samarbetet med det Tekniska universitetet Graz startades kooperationsprojektet NAWI Graz. Det innebär ett intensivt samarbete inom det naturvetenskapliga området och omfattar gemensamma forskningsprojekt samt gemensamma utbildningar från och med höstterminen 2006.

### Universitetsbiblioteket
Universitetsbiblioteket Graz är det näst största vetenskapliga biblioteket i Steiermark. Biblioteket bevarar även pliktexemplar av alla i delstaten Steiermark utgivna trycksaker.
Kring 2000 omfattade bibliotekets bestånd nästan 3 miljoner böcker, över 2000 handskrifter (bland annat de fem äldsta georgiska handskrifter från 600- till 1000-talet), cirka 1200 inkunabler, talrika kvarlåtenskap efter vetenskapsmän samt cirka 1400 prenumerationer på tidningar och tidskrifter.

## Nobelpristagare
- Fritz Pregl, nobelpris för kemi 1923 – i Graz från 1913 till 1930
- Erwin Schrödinger, nobelpris för fysik 1933 – i Graz från 1936 till 1938
- Otto Loewi, nobelpris för medicin 1936 – i Graz från 1909 till 1938
- Victor Franz Hess, nobelpris för fysik 1936 – i Graz från 1893 till 1906 (studier), från 1919 till 1931 och 1937/38
- Peter Handke, nobelpris för litteratur 2019 - i Graz från 1961 till 1965